# La Fille à la casquette
Pour plus de détails, voir Fiche technique et Distribution.

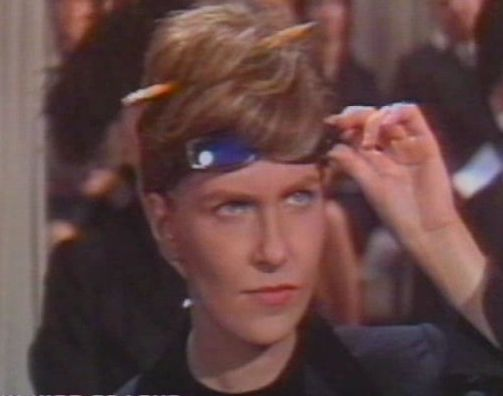
Joanne Woodward

La Fille à la casquette (A New Kind of Love) est un film américain réalisé par Melville Shavelson, sorti en 1963.

## Synopsis
Steve Sherman, journaliste, est envoyé à Paris pour un reportage sur les dernières collections. Samantha Blake, espionne et styliste, s'y rend également mais dans un style bien à elle ! Ils vont se croiser et une idylle particulière naît après que Samantha a demandé l'intercession de Sainte-Catherine lors de la fête célèbre des célibataires à marier qui se déroule à Paris.

## Fiche technique
- Titre : La Fille à la casquette
- Titre original : A New Kind of Love
- Réalisation : Melville Shavelson
- Scénario : Melville Shavelson
- Production : Melville Shavelson
- Société de production : Llenroc Productions et Paramount Pictures
- Société de distribution : Paramount Pictures
- Musique : Erroll Garner et Leith Stevens
- Photographie : Daniel L. Fapp et Loyal Griggs (seconde équipe)
- Montage : Frank Bracht
- Direction artistique : Arthur Lonergan (en) et Hal Pereira
- Décorateur de plateau : Sam Comer et James W. Payne
- Costumes : Edith Head
- Pays d'origine : États-Unis
- Genre : Comédie
- Format : Couleurs (Technicolor) - 35 mm - 1,85:1 - Son : Mono (Westrex Recording System)
- Durée : 110 minutes
- Dates de sortie :
  - États-Unis : 30 octobre 1963 (New York)
  - France : 12 février 1964
- Affiche : Macario Gómez Quibus (Espagne)

## Distribution
- Paul Newman (VF : Jacques Thébault) : Steve Sherman
- Joanne Woodward (VF : Anne de Leseleuc (alias Anne Carrère)) : Samantha Blake / Mimi
- Thelma Ritter (VF : Marie Francey) : Leena
- Eva Gabor (VF : Lita Recio) : Felicienne Courbeau
- George Tobias (VF : Emile Duard) : Joseph Bergner (Joe Bergner en V.O.)
- Marvin Kaplan (VF : Serge Lhorca) : Harry
- Robert Clary : Français au restaurant
- Jan Moriarty : Suzanne, modèle avec ombrelle
- Joan Staley : Danish Stewardess
- Robert F. Simon : Bertram Chalmers
- Maurice Chevalier : Lui-même

## Nominations
- Golden Globes 1964:
  - Meilleure actrice dans une comédie ou une comédie musicale : Joanne Woodward

## Autour du film
Le festival de Cannes 2013, qui s'est tenu du 15 au 26 mai, a rendu hommage au film La Fille à la casquette en choisissant le couple formé par les rôles de Steve Sherman et Samantha Blake pour illustrer son affiche. Le film était sorti 50 ans auparavant. Cette affiche rend également hommage au couple dans la vie, de Paul Newman et Joanne Woodward, resté marié durant 50 ans jusqu'au décès de l'acteur en 2008.